# Agriades jaloka
Espèce
Agriades jaloka est une espèce de lépidoptères de la famille des Lycaenidae et de la sous-famille des Polyommatinae.

## Systématique
L'espèce Agriades jaloka a été décrite en 1875 par l'entomologiste britannique Frederic Moore, sous le nom initial de Polyommatus jaloka.
Au moins une sous-espèce a été décrite : Agriades jaloka marlene (Hemming, 1934).

## Description
L'imago d’Agriades jaloka est un petit papillon dont le dessus des ailes est bleu argenté bordé de marron chez le mâle, et marron chez la femelle ; les ailes sont bordées d'une frange blanche.

## Répartition
Agriades jaloka n'est présent que dans le Nord-Ouest de l'Himalaya, le Baltistan et le Cachemire.